# Martin Michlmayr
Martin Michlmayr (...) è un informatico austriaco, eletto leader del progetto Debian nel marzo 2003.
Il suo mandato si è concluso nell'aprile 2005, ed il suo successore è stato Branden Robinson.